# 表成大
表成大（ピョ・ソンデ、朝鮮語: 표성대、1977年 7月13日 - ）は大韓民国・釜山広域市出身の元プロ野球選手（捕手）。

## 経歴

### アマチュア時代
釜山高等学校時代から有望株として期待された捕手だった。当時の野球部員の中で唯一授業に参加していた選手だったという。
高校卒業後は東国大学校へ進学。大学時代には目立った活躍はなかった。

### 斗山時代
1999年のドラフトで斗山より指名されて入団した。
当時の斗山には李到炯や洪性炘といった優秀な捕手が豊富におり、学生時代にほとんど活躍がなかった彼はポジションをつかめなかった。ほどなくして洪性炘が絶対的正捕手に昇格したため、2年間は二軍暮らしに終始した。
さらに2003年には蔡相秉がトレードで加入したことで二軍での出番も激減 。
そして2004年にチームがドラフトで龍徳韓を指名したことで完全に余剰戦力になりシーズン後に戦力外になり現役を引退した。最終的に一軍出場は1試合もできないまま引退となった。

### 引退後
2005年1月10日にロッテ・ジャイアンツの戦力分析員として採用された。2006年には戦力分析員をやめて運営チーム入りした。
2007年からはスカウトも兼任し、2019年からはスカウトチーム長である。
2021年シーズン終了後に辞任し、ロッテを退団した。

## 詳細情報

### 出身学校
- 1993年 - 1996年、釜山高等学校
- 1996年 - 2000年、東国大学校 (2002学番)

### 背番号
- 12 （2000年 - 2001年）